# 第1戦車大隊

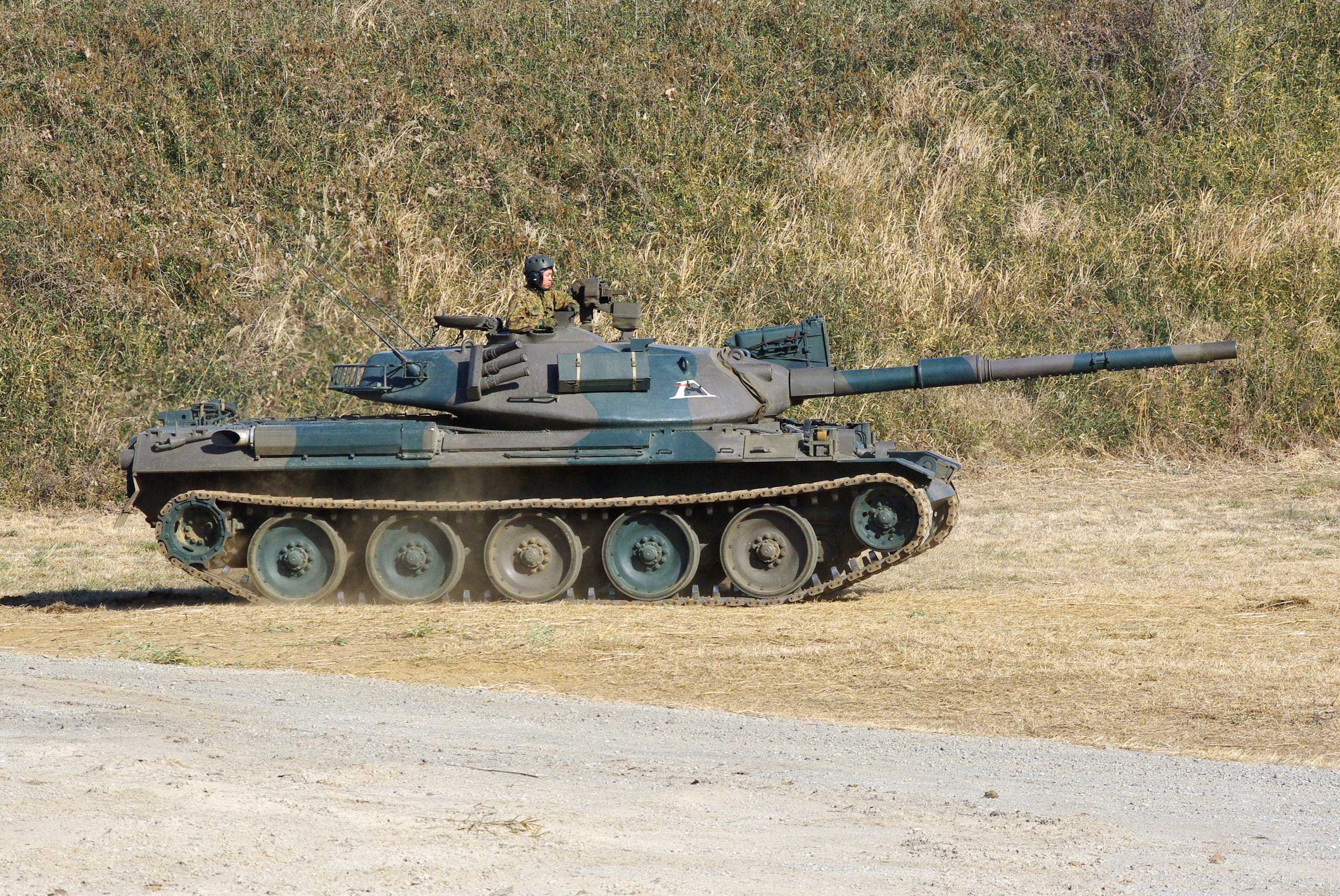
降下訓練始めに参加する第1戦車大隊の74式戦車

第1戦車大隊（だいいちせんしゃだいたい、JGSDF 1st Tank Battalion）は、陸上自衛隊駒門駐屯地（静岡県御殿場市）に駐屯していた第1師団隷下の機甲科（戦車）部隊で2022年（令和4年）3月16日に廃止された。現在は第1偵察隊（廃止）と統合の上、第1偵察戦闘大隊となり朝霞駐屯地に駐屯している。
部隊マークは、数字の”1”を富士山の形にデザインし、槍と盾を持ったケンタウロスが組み合わされている。2005年（平成17年）ごろから使用されている。

## 沿革
警察予備隊
- 1952年（昭和27年）4月1日：警察予備隊総隊特別教育隊（特科および特車教育）が相馬原駐屯地において編成。

陸上自衛隊
第1特車大隊
- 1954年（昭和29年）
  - 9月25日：第1特車大隊が相馬原駐屯地において編成完結。
  - 10月10日：第1特車大隊が相馬原駐屯地から習志野駐屯地に移駐。
- 1959年（昭和34年）3月24日：第1特車大隊が習志野駐屯地から相馬原駐屯地に移駐。

第1戦車大隊
- 1962年（昭和37年）
  - 1月18日：第1特車大隊が第1戦車大隊（4個戦車中隊基幹）に称号変更。
  - 1月20日：第1戦車大隊が相馬原駐屯地から駒門駐屯地に移駐。
- 1991年（平成03年）3月29日：戦車北転事業の影響により第4戦車中隊を廃止。
- 2002年（平成14年）3月27日：第1師団の政経中枢師団への改編により部隊改編。

1. 第3戦車中隊を廃止。
2. 後方支援体制変換に伴い、整備部門を第1後方支援連隊第2整備大隊戦車直接支援隊へ移管。

- 2011年（平成23年）3月20日：福島第一原子力発電所事故現場の瓦礫除去のため機動路啓開隊が編成され、第1戦車大隊と第1機甲教育隊の74式戦車2輌と第1後方支援連隊の78式戦車回収車1輌がJヴィレッジに派遣される[1][2]。
- 2012年（平成24年）12月    ：10式戦車の配備開始。
- 2013年（平成25年）3月11日：東富士演習場において、10式戦車を使用した初の射撃訓練を実施。
- 2017年（平成29年）8月27日：東富士演習場において、10式戦車を使用した富士総合火力演習に初参加。
- 2021年（令和03年）12月ごろ：16式機動戦闘車を配備[3]。
- 2022年（令和04年）3月16日：第1戦車大隊（駒門駐屯地）が廃止。第1師団の地域配備師団化に伴い、同じく廃止された第1偵察隊と統合され、朝霞駐屯地に第1偵察戦闘大隊として再-編[4][5][6]。

## 廃止時の部隊編成-
- 第1戦車大隊本部
- 本部管理中隊「1戦-本」：74式戦車、96式装輪装甲車、軽装甲機動車、1 1/2t救急車
- 第1戦車中隊「1戦-1」：10式戦車、16式機動戦闘車
- 第2戦車中隊「1戦-2」： 74式戦車、16式機動戦闘車

## 整備支援部隊
- 第1後方支援連隊第2整備大隊戦車直接支援隊「1後支-2整-戦」（駒門駐屯地）：2002年（平成14年）3月27日から2022年（令和04年）3月16日の間。

## 廃止時の主要装備
- 74式戦車（第1戦車中隊以外）
- 10式戦車（第1戦車中隊のみ）
- 16式機動戦闘車
- 96式装輪装甲車
- 軽装甲機動車
- 1/2tトラック / 73式小型トラック
- 1 1/2tトラック / 73式中型トラック
- 3 1/2tトラック / 73式大型トラック
- 1 1/2t救急車
- 89式5.56mm小銃
- 9mm拳銃

### 過去の装備
- M4A3E8戦車
- M24軽戦車
- M41軽戦車
- 61式戦車
- 60式装甲車
- 73式装甲車
- 11.4mm短機関銃M3A1

## 廃止時の警備隊区
- 静岡県熱海市、伊東市、下田市、賀茂郡東伊豆町、賀茂郡河津町、賀茂郡南伊豆町、賀茂郡松崎町、賀茂郡西伊豆町